# كلستان عليا
كلستان عليا هي قرية في مقاطعة خلخال، إيران. يقدر عدد سكانها بـ 210 نسمة بحسب إحصاء 2016.